# Scott Anderson (żeglarz)
John Scott Anderson (ur. 31 marca 1954) – australijski żeglarz sportowy. Brązowy medalista olimpijski z Los Angeles.
Zawody w 1984 były jego jedynymi igrzyskami olimpijskimi. Trzecie miejsce zajął w klasie Tornado. Partnerował mu Christopher Cairns. W tej klasie byli również mistrzami świata w 1983 i 1984.